# Rockwell Automation
Rockwell Automation é um fornecedor global de soluções em automação industrial, energia, controle e informação. Suas marcas em automação industrial incluem Allen-Bradley e Rockwell Software. Com sede na cidade  de Milwaukee, Wisconsin, a companhia emprega cerca de  20.000 funcionários.

## Produtos
Alguns dos produtos da Rockwell Automation em automação industrial são:
- Controladores de automação controláveis: CompactLogix, ControlLogix, FlexLogix, SoftLogix5800 e DriveLogix
- Controladores lógicos programáveis: PICO, MicroLogix, SLC500, PLC5 and Datasite RTU
- I/O: FlexIO, CompactIO, PointIO, etc.
- Irterface Homem-Máquina: PanelView Standard, PanelView enhanced, PanelView Plus, VersaView, etc
- Produtos de segurança industrial: GuardLogix, SafetyIO, XM Vibration Monitors, etc
- Conversores de frequência: PowerFlex Drives, Drive Systems.
- Software: RSNetWorx, RSLinx, PMX, FactoryTalk etc.
- Controladores de motores: Centro de Controle de Motores, controle industrial (contatores, relés de sobrecarga, disjuntores, etc.)
- Monitoramento de condições/análise vibracional: Entek